# Уоррен (округ, Кентукки)
Уо́ррен (англ. Warren County) — округ в США, штате Кентукки. Официально образован в 1796 году. По состоянию на 2010 год, численность населения составляла 113 792 человека. Получил своё название в честь американского государственного деятеля Джозефа Уоррена.

## География
По данным Бюро переписи США, общая площадь округа равняется 1419 км², из которых 1412 км² суша и 6 км² или 0,45 % это водоёмы.

### Соседние округа
- Батлер (Кентукки) — северо-запад
- Эдмонсон (Кентукки) — северо-восток
- Баррен (Кентукки) — восток
- Аллен (Кентукки) — юго-восток
- Симпсон (Кентукки) — юг/юго-запад
- Логан (Кентукки) — юго-запад

## Демография
По данным переписи населения 2000 года в округе проживает 92 522 жителей в составе 35 365 домашних хозяйств и 23 411 семей. Плотность населения составляет 66 человек на км². На территории округа насчитывается 38 350 жилых домов, при плотности застройки 27 строения на км². Расовый состав населения: белые — 86,98 %, афроамериканцы — 8,58 %, коренные американцы (индейцы) — 0,24 %, азиаты — 1,35 %, гавайцы — 0,08 %, представители двух или более рас — 1,33 %. Испаноязычные составляли 2,67 % населения независо от расы.
В составе 31,40 % из общего числа домашних хозяйств проживают дети в возрасте до 18 лет, 51,40 % домашних хозяйств представляют собой супружеские пары проживающие вместе, 11,20 % домашних хозяйств представляют собой одиноких женщин без супруга, 33,80 % домашних хозяйств не имеют отношения к семьям, 26,10 % домашних хозяйств состоят из одного человека, 8,30 % домашних хозяйств состоят из престарелых (65 лет и старше), проживающих в одиночестве. Средний размер домашнего хозяйства составляет 2,46 человека, и средний размер семьи 2,97 человека.
Возрастной состав округа: 23,10 % моложе 18 лет, 16,20 % от 18 до 24, 29,10 % от 25 до 44, 21,10 % от 45 до 64 и 10,50 % от 65 и старше. Средний возраст жителя округа 32 лет. На каждые 100 женщин приходится 96,20 мужчин. На каждые 100 женщин старше 18 лет приходится 93,00 мужчин.
Средний доход на домохозяйство в округе составлял 36 151 USD, на семью — 45 142 USD. Среднестатистический заработок мужчины был 32 063 USD против 22 777 USD для женщины. Доход на душу населения был 18 847 USD. Около 10,80 % семей и 15,40 % общего населения находились ниже черты бедности, в том числе — 17,80 % молодёжи (тех кому ещё не исполнилось 18 лет) и 13,80 % тех кому было уже больше 65 лет.